# Conus aureopunctatus
Conus aureopunctatus é uma espécie de gastrópode do gênero Conus, pertencente à família Conidae.